# Comcereal Vaslui
Comcereal Vaslui este o companie care se ocupă cu cultivarea și comercializarea cerealelor și a altor plante din România.
Compania este deținută de grupul agricol Racova Com Agro Pan Vaslui, controlat de omul de afaceri Adrian Porumboiu.
Număr de angajați în 2008: 400
Cifra de afaceri:
- 2007: 109,3 milioane lei (32,7 milioane euro)[1]
- 2006: 94,7 milioane lei (26,9 milioane euro)[2]
- 2005: 116 milioane lei[2]